# 박형준 (1966년)
박형준(1966년~)은 대한민국의 시인 겸 대학 교수이다. 1966년 전라북도 정읍에서 출생한 그는 훗날 명지대학교 대학원 문예창작학과에서 석사학위와 박사학위를 받았다.
1991년 《한국일보》 신춘문예에 〈가구의 힘〉이 당선되어 등단했다. 서울예전 문예창작과를 졸업하고, 명지대학교 대학원 문예창작학과에서 석사학위와 박사학위를 받았다. 1996년 제1회 「꿈과시문학상」, 2002년 제15회 「동서문학상」, 2005년 제10회 「현대시학작품상」, 2009년 제24회 「소월시문학상」 대상, 2012년 제9회 「육사시문학상」을 수상했다. 현재 계간 《창작과비평》 편집위원이며, 동국대학교 문예창작학과 교수(2014~)로 재직 중이다.

## 수상
- 1996년 제1회 꿈과시문학상
- 2002년 제15회 동서문학상
- 2005년 제10회 현대시학작품상
- 2009년 제24회 소월시문학상
- 2012년 제9회 육사시문학상

## 저서

### 시집
- 《나는 이제 소멸에 대해서 이야기하련다》(문학과지성사, 1994)
- 《빵냄새를 풍기는 거울》(창작과비평사, 1997)
- 《물속까지 잎사귀가 피어 있다》(창작과비평사, 2002)
- 《춤》(창비, 2005)
- 《생각날 때마다 울었다》(문학과지성사, 2011)
- 《불탄 집》(천년의시작, 2013)

### 산문집
- 《저녁의 무늬》(현대문학, 2003)
- 《아름다움에 허기지다》(창비, 2007)

### 평론집
- 《침묵의 음》(천년의시작, 2013)

### 편저
- 《걸었던 자리마다 빛나다》(창비, 2009) : 창비시선 300번 기념시집